# Orthostixis cribraria
Orthostixis cribraria är en fjärilsart som beskrevs av Jacob Hübner 1796. Orthostixis cribraria ingår i släktet Orthostixis och familjen mätare. Inga underarter finns listade i Catalogue of Life.